# Újnagyfény
Újnagyfény (másképp Újzsednik, 1941-44 között Bácsjózseffalva, szerbül Нови Жедник / Novi Žednik, horvátul, bunyevácul Novi Žednik) település Szerbiában, Vajdaságban, az Észak-bácskai körzetben, Szabadka községben.

## Népesség
Az 1991-es népszámlálás szerint 2932, a 2002-es szerint pedig 2872 lakosa volt. Ebből 1805 (63,37%) szerb, 398 (13,97%) bunyevác, 240 (8,42%) magyar, 206 (7,23%) horvát, 44 (1,54%) jugoszláv, 35 (1,22%) montenegrói, 8 (0,28%) roma, 5 (0,17%) albán, 4 (0,14%) macedón, 3 (0,1%) bolgár, 1 (0,03%) szlovén, 1 (0,03%) német, 1 (0,03%) muzulmán, 2 (0,07%) ismeretlen.
A falunak 2322 nagykorú polgára van, a lakosság átlagéletkora 41,5 év (a férfiaké 40,2, a nőké 42,7). A településen 968 háztartás van, háztartásonként átlagosan 2,9 taggal.
Legnépesebb az 1961-es népszámlálás idején volt, 3909 lakossal.